# Nils Löfgren
Ne doit pas être confondu avec Nils Lofgren.
Pour les articles homonymes, voir Löfgren.
Nils Löfgren (18 août 1913, Åtvidaberg - 21 janvier 1967), est un chimiste et professeur suédois. 

## Biographie
Au début des années 1940, Löfgren développe avec son assistant Bengt Lundqvist à l'université de Stockholm, la lidocaïne, un anesthésique local. En 1943, Lundqvist et Löfgren vendent les droits de ce produit pharmaceutique à Astra (Astra AB (en)) pour 15 000 couronnes suédoises (plus les redevances à 4 % des ventes) qui le commercialise sous le nom de Xylocaïne. L'entreprise pharmaceutique connait beaucoup de succès dans la commercialisation de ce produit.
Löfgren termine sa thèse de doctorat en 1948 sous le titre Études sur les anesthésiques locaux : Xylocaïne: une nouvelle drogue de synthèse. Il devient plus tard professeur à l'Université de Stockholm. Löfgren reçoit le prix de l'Institut royal de technologie de Suède en 1958.